# Mario Gómez (futbolista peruano)
Mario Augusto Gómez Urbina (Callao, 27 de mayo de 1981) es un exfutbolista peruano. Jugaba como centrocampista y su último equipo fue Los Caimanes.

## Trayectoria
Universitario le dio cabida a un prometedor Mario Gómez en 1998. Osvaldo Piazza lo hizo debutar en un partido ante Juan Aurich. En 1999 recibió ofertas de clubes de Bélgica, Países Bajos y Dinamarca, viajó a este último pero no sé concretó su fichaje. A mediados del 2001 se probó en el Independiente de Argentina, sin embargo no pasó dicha prueba. En agosto del 2002 recibió un oferta del Xerez de la Segunda División de España, pasó la prueba pero terminó regresando al país, ya que no se acostumbro a la exigencia de los clubes europeos. Se mantuvo en filas cremas hasta el 2003. Retornó a la actividad en Sport Áncash, pasó a la Universidad San Martín de Porres y luego al Sport Boys, donde volvió a cobrar protagonismo y tras su paso por Juan Aurich fue contratado por el Cienciano del Cuzco. En febrero del 2008 regresa a Europa, probando suerte en un club magiar de Hungría; sin embargo, no prosperó su fichaje y terminó regresando a Perú. Luego regresó a Juan Aurich y finalmente en la temporada 2010 ancló en el Sport Boys. En abril de 2010 fue detenido por la policía luego de ser acusado de disparar contra un joven de 17 años. Luego de 73 días en prisión fue liberado el 7 de julio de ese mismo año regresando al Sport Boys.

## Selección nacional
Fue internacional con la selección de fútbol del Perú en 3 ocasiones.

## Clubes
| Club                             | País | Año       |
| -------------------------------- | ---- | --------- |
| Universitario                    | Perú | 1998-2004 |
| Sport Áncash                     | Perú | 2005      |
| Universitario                    | Perú | 2005      |
| Universidad San Martín de Porres | Perú | 2006      |
| Sport Boys                       | Perú | 2006-2007 |
| Juan Aurich                      | Perú | 2008      |
| Cienciano                        | Perú | 2008      |
| Juan Aurich                      | Perú | 2009      |
| Sport Boys                       | Perú | 2010-2012 |
| Los Caimanes                     | Perú | 2013-2018 |

## Clubes como Asistente Técnico
| Club             | País | Año       |
| ---------------- | ---- | --------- |
| Atlético Chalaco | Perú | 2021-act. |

## Palmarés

### Campeonatos nacionales
| Título                    | Club          | País | Año  |
| ------------------------- | ------------- | ---- | ---- |
| Primera División del Perú | Universitario | Perú | 1998 |
| Primera División del Perú | Universitario | Perú | 1999 |
| Primera División del Perú | Universitario | Perú | 2000 |
| Torneo Apertura           | Universitario | Perú | 2002 |
| Segunda División del Perú | Los Caimanes  | Perú | 2013 |